# Dysauxes juncta
Dysauxes juncta är en fjärilsart som beskrevs av Hafner 1911-12. Dysauxes juncta ingår i släktet Dysauxes och familjen björnspinnare. Inga underarter finns listade i Catalogue of Life.